# Шекспирови сонети
Шекспирови сонети су 154 песме у форми сонета које је написао Вилијам Шекспир, који обрађују теме попут пролазности времена, љубави, лепота и морала. Сви, осим два су првобитно објављени у кватру из 1609. који се звао SHAKE-SPEARES SONNETS.: Never before imprinted. 138 и 144 су пре тога били објављени у збирци која се звала Страствени ходочасник.
Првих 17 сонета названих, по традицији прокреационим сонетима су посвећени младићу од кога тражи да се ожени, има децу како би начинио своју лепоту бесмртном, преносећи је на следеће генерације. Други сонети изражавају љубав лирског субјекта према младићу, обрађују тему усамљености, смрти и пролазности живота: критикују младића јер ужива у поезији супарничког песника. Последња два сонета су алегоријско виђење грчког епиграма који се односи на „малог крилатог бога љубави Купидон".
Издавач Томас Торп, записао је 20. маја 1609:
Tho. Thorpe. је поднео захтев за копију, из руку господе Wilson и Lownes Wardenes, књиге зване Сонети Вилијема Шекспира вјд.
Да ли је Thorpe користио ауторизовани Шекспиров рукопис, или неауторизовану копију није познато. George Eld је штампао кварто и поделио издање са осталим издавачима.

## Посвета
Сонети садрже посвету "Mr. W.H.". Идентитет ове особе је остао тајна и изазива спекулације. У посвети пише: 
| „ | TO.THE.ONLIE.BEGETTER.OF. THESE.INSUING.SONNETS. Mr.W.H. ALL.HAPPINESSE. AND.THAT.ETERNITIE. PROMISED. BY. OUR.EVER-LIVING.POET. WISHETH. THE.WELL-WISHING. ADVENTURER.IN. SETTING. FORTH. T.T | ” |

С обзиром на његов угао, још од XIX века посвета је постала, према речима Colin Burrow влажна јама у коју упадају и даве се спекулације'.
Иницијали 'T.T.', претпоставља се, односе се на издавача Томаса Торпа, иако Торп није потписивао предговоре, осим ако је аутор био ван земље, или мртав. Фостер наглашава да постоји само седам таквих случајева - четири посвете и три предговора. Да је Торп начинио посвету, а не аутор сонета, чини се као доказ објављивања дела без Шекспирове дозволе.
Велика слова и тачке треба да подсећају на старе римске натписе на камењу, или споменицима, тако наглашавајући Шекспирову изјаву у Сонету 55, да ће његово дело потврдити бесмртност лирских субјеката:
Ни мермер, а ни плоча што се злати
Кнежевска - стих мој неће надживети;
126 Шекспирових сонета односе се на младића (у делу названог, најчешће „Врли младић"). Уопштено говорећи, постоје две врсте тероија које се тичу идентитета господина W. Х. - оне које га поистовећују са младићем и оне које га сматрају за засебну личност.
Ово је не-детаљна листа кандидата:
- William Herbert (Earl od Pembroke). Херберт је највероватнији кандидат, пошто је прво Фолио издање Шекспирових дела посвећено њему. Међутим, „покорни“ Торп вероватно не би назвао лорда „Мр“.
- Henry Wriothesley (Earl od Southampton). Многи верују да 'W.H.' представља обрнуте Саутхемптонове иницијале, пошто су њему посвећене Шекспирове поеме Венус & Адонис и Отмица Лукреције. Саутхемптон је био познат по својој лепоти, међутим исте полемике око „Мр." стоје и овде.
- Проста грешка у штампању око Шекспирових иницијала, 'W.S.' или 'W. Sh'. Ово је предложио Бертранд Расел у својим мемоарима, као и Фостер. Претпоставља се да се 'onlie' чита као 'неупоредив', 'једини' а 'производитељ' са 'аутор', тј. 'писац'. Фостер сматра да "onlie" значи једини, што по њему искључује било каквог другог одређеног субјекта у песмама, које се односе на више од једне особе. Израз 'Our Ever-Living Poet', судећи према Фостеру, односи се на Бога, а не Шекспира. 'Поета' је настало од грчке речи ποιητής која значи 'чинитељ'[тражи се извор] - у елизабетанском енглеском 'maker' је значило 'песник', тако да израз 'вечито жив песник' може да се односи и на Бога. 'Вечност' коју обећава наш бесмртни аутор била би вечити живот, који нам је обећао Бог, а посвета потврђује жељу у којој једна особа другој жели у овом животу срећу, а у следећем вечно блаженство. Шекспир је по том тумачењу 'Mr. W. [H]S', 'једини производитељ', тј. сам аутор сонета, а посвета се односи на аутентичност песама.
- William Hall, који је радио са Торпом на другим издањима. По овој теорији, посвета је само поштовање према колеги и нема никакве везе са Шекспиром. Ову теорију представио је Sir Sidney Lee у свом A Life of William Shakespeare (1898)
- Сер William Harvey, очух лорда од Саутхемптона. По овој теорији врли младић и Mr. W.H. су засебне личности. Харви би био „начинитељ“ песама, на тај начин што их је допремио издавачу.
- William Himself (тј. Шекспир) - „Вилијам лично“. Ову теорију представља немачки научник D. Barnstorff, али није наишла на добар пријем.
- William Haughton, један од драматурга тога времена.
- William Hart, Шекспиров нећак и наследник. Ово је предложио Richard Farmer, али Харт је имао девет година када су сонети објављени, тако да није вероватно.
- Willie Hughes. Научник из XVIII века Thomas Tyrwhitt први је предложио теорију да је Mr. W.H. (и Врли младић) "William Hughes". Исто је изложено и у Едицији сонета из 1790. Edmund Malonea. Најпознатије излагање теорије је у збирци приповедака Оскара Вајлда The Portrait of Mr. W.H.", у којој Вајлд, односно приповедач описује игру речима "will" и "hues" ("воља, односно Вил, скраћеница од Вилијем“ и „нијанса") у сонетима, посебно 20 и говори како су написани за заводљивог младог глумца који се звао Willie Hughes, који је играо женске улоге у Шекспировим представама. Нема доказа да је та особа заиста постојала.

## Структура
Сви сонети су начињени у форми од катрена и куплета, које се зову станце, у јампски пентаметар - што значи да је ненаглашен слог на почетку сваке строфе, ритмичке шеме абаб цдцд ефеф гг (форма позната као Шекспировски сонет). Изузеци су Сонети 99, 126, и 145. Сонет 99 има петнаест строфа, сонет 126 се састоји од шест куплета и две празне линије, сонет 145 је у јампском тетраметру, а не пентаметру. Најчешће, почетак трећег катрена означава волту ("преокрет"), или строфу у којој се расположење песме мења и песник исказује откровење, односно просветљење.
Постоји још једна варијација од стандардне енглеске форме у сонету 29. Уобичајена форма риме је поремећена понављањем б првог катрена у трећем катрену где треба да буде ф. Ово издваја сонет од шекспировских, или уобичајених форми. Да ли је аутор намерно желео да одступи од уобичајених сонетних форми, није познато. По неким, поновљено коришћење исте речи "state" треба да нагласи контраст између песниковог стања изузетости и стања радости описаног у трећег катрену. Будући да је у читавој збирци ово једини сонет који је по тој форми, тешко је рећи да ли је то намерно учињено.

## Ликови
То су Fair Youth (Врли младић), Rival Poet (Супарнички песник), и Dark Lady (Црна Дама). Песник изражава дивљење лепоти Врлог младића, а затим и своју везу са Црном дамом. Није познато јесу ли ови ликови стварни, или измишљени. Ако су стварни, њихов идентитет је тема расправа. Огроман број научника су покушали да их идентификују као историјске личности.

### Врли младић
Врли младић је безимени младић коме су посвећени сонети од 1-126. Песник пише о младићу на романтичан и љубавни начин, што је довело до спекулација да је постојала хомосексуална веза између њих, док је други тумаче као Платонску љубав, или чак и љубав оца према сину.
Прве песме не указују на близак, лични однос, већ препоручују брак и децу. Са чувеним сонетом 18 тон се нагло мења у романтично-интиман. Сонет 20 директно ламентује над тиме што младић није женско. Већина сонета описује добре и лоше стране њихове везе, а све кулминира са љубавном везом између песника и Црне даме. Веза се завршава када Врли младић падне на чари Црне даме. Начињено је много покушаја да се утврди ко је Пријатељ. Шекспиров патрон Henry Wriothesley, 3rd Earl of Southampton се најчешће предлаже као кандидат.

### Црна дама
Такође описана и као црнокоса.

### Супарнички песник
Супарнички песник је такође мистериозна личност, иако се претпоставља да се мисли на Кристофера Марлоуа и Џорџа Чапмана. Нема доказа да је је овај песник заиста био његов супарник. Појављује се у сонетима посвећеним Врлом младићу 78–86.

## Теме
Постоји интерпретација да су Шекспирови сонети део велике пародије на традицију Петраркиних љубавних дугу три века. У њима Шекспир намерно обрће родне улоге, како би описао сложенији опис љубави. Шекспир је прекршио многа правила писања сонета која су његови савременици стриктно утврдили: - игра се са родом (Сонет 20), говори о људским лошим особинама које немају везе са љубављу (Сонет 66), коментарише политичке догађаје (Сонет 124) и руга се љубави (Сонет 128), отворено говори о сексу (Сонет 129), пародира лепоту (Сонет 130), чак уводи и ласицвности и порнографију (Сонет 151).

## Наслеђе
Будући да ови сонети представљају крај конвенционалних петраркистичких сонета, Шекспирови сонети представљају прототип, можда чак и сам почетак нове врсте „модерне“ љубавне поезије. У осамнаестом веку њихова популарност је у Енглеској била мала, јер су сматрали Милтона као савршенство енглеских сонета. Интрес за Шекспирове сонете обновио је Романтизам, па се од деветнаестог века помно проучавају.
Изванредна изван-културална важност и утицај сонета је доказана и великим бројем превода. На пример - на немачком говорном подручју од 1784. па до данас постоји око 70 превода. Преведени су чаки на Латински језик.
Такође, сонети се доста користе и у популарној култури, филмовима, серијама...

## Преводи
Код нас су Шекспирове сонете преводили различити писци, пре свега Живојин Симић, који је начинио прозни превод, затим Стеван Раичковић који је сонете препевао на српски језик, служећи се Симићевим преводом, Сима Пандуровић и други..